# 마리오 론돈
마리오 후니오르 론돈 페르난데스(스페인어: Mario Junior Rondón Fernández, 1986년 3월 26일 ~ )는 베네수엘라의 축구 선수로 현재 루마니아 리가 I의 셉시 OSK에서 스트라이커로 뛰고 있다.

## 수상

### 클럽
SC 베이라마르
- 세군다 리가 : 우승 (2009-10)

 FC 파수스드페헤이라
- 타사 다 리가 : 준우승 (2010-11)
- 수페르타사 칸디두 드 올리베이라 : 준우승 (2009)

 CD 나시오날
- 타사 드 포르투갈 : 4강 (2011-12, 2014-15)

 가즈 메탄 메디아슈
- 루마니아컵 : 4강 (2017-18)

 CFR 클루지
- 리가 I : 우승 (2019-20, 2020-21)
- 루마니아 슈퍼컵 : 우승 (2020)

 셉시 OSK
- 루마니아 슈퍼컵 : 우승 (2022)